# サヨナキドリ

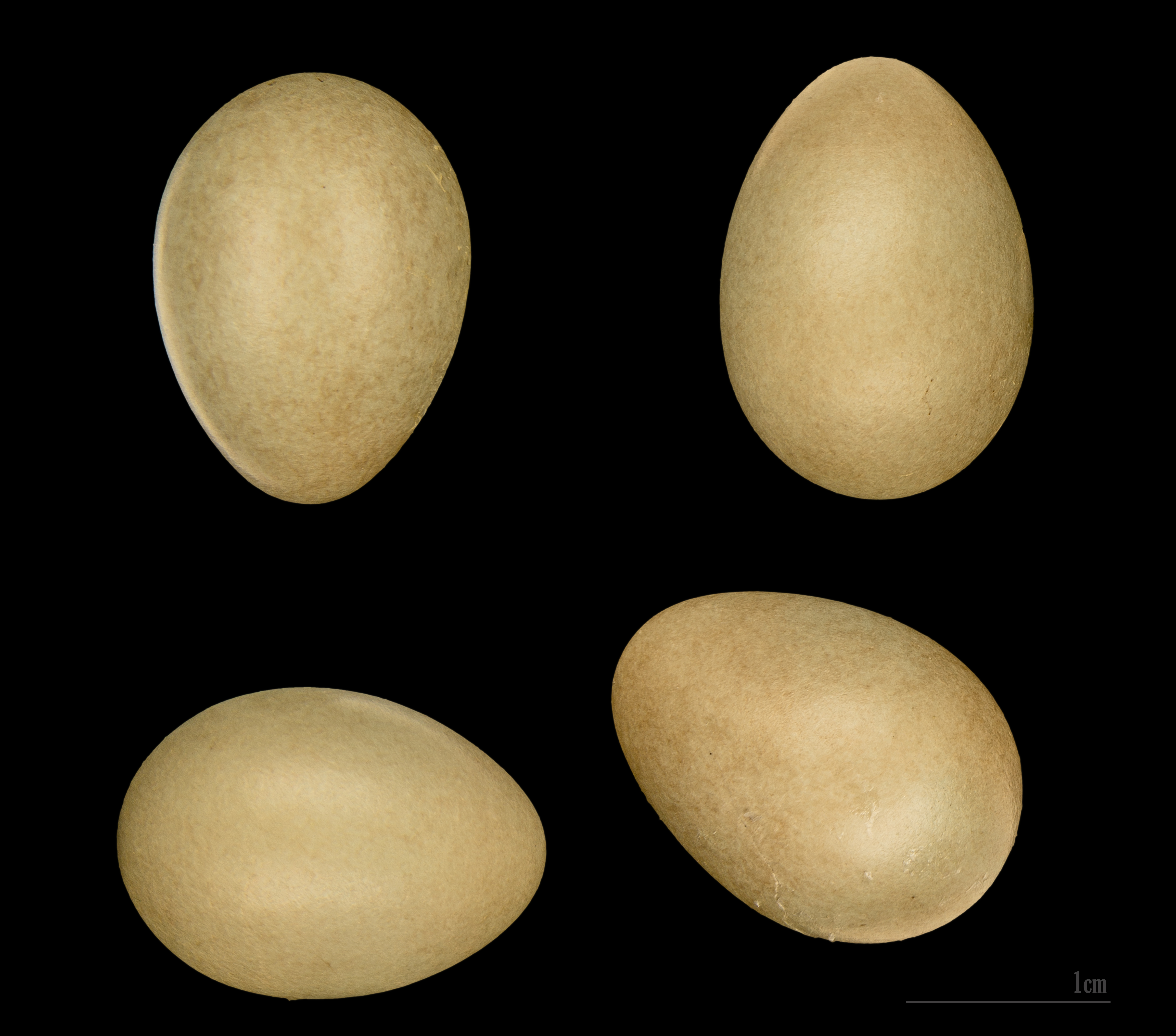
Luscinia megarhynchos

サヨナキドリ （小夜啼鳥、学名：Luscinia megarhynchos）は、スズメ目ヒタキ科に属する鳥類の一種。別名ヨナキウグイス（夜鳴鶯）や、墓場鳥と呼ばれることもある。
西洋のウグイスとも言われるほど鳴き声の美しい鳥で、ナイチンゲール（英語: Nightingale）の名でも知られる。この語は古期英語で「夜に歌う」を意味し、和名の由来ともなっている。ドイツ語: Nachtigall（ナハティガル）の原義（古高ドイツ語: nahtgala）も「夜に鳴く/歌うもの」（Nachtsängerin）の意味。

## 分布
ヨーロッパ中央部、南部、地中海沿岸と中近東からアフガニスタンまで分布する。ヨーロッパで繁殖した個体は冬季にアフリカ南部に渡りをおこない、越冬する。

## 形態
体長約16センチメートル。体の上面の羽毛は褐色で、尾はやや赤みをおびている。体の下面は黄色がかった白色である。

## 生態
森林や藪の中に生息する。その名のとおり夕暮れ後や夜明け前によく透る声で鳴く。
薮や潅木林の地面の上に営巣する。巣の内部には枯れ草や動物の毛を敷いている。1腹3 - 7個の卵を産む。雌が抱卵し、抱卵期間は13 - 14日である。

## 伝承・文学・音楽
古代ローマの博物学者プリニウスは、この鳥は、それぞれ独特の調べで、いろいろ趣向を変え、力をふりしぼって歌声を競い合う。その勝負に負けると死ぬと書いている。この鳥が、生死を賭けて歌を競い合うという考えは、中世においても引き継がれ、さらに16世紀末イギリスの作家ジョン・リリー（John Lyly、1554年 - 1606年）では、「絶え間なく甲高い調べを甘く囀りながら死に果てる」ナイチンゲールは、「甘ったるい生活につかって死に絶える」恋人たちの比喩とされている。
アルベルトゥス・マグヌスらは、この鳥は、卵の孵化を、抱卵と夜に歌を歌うことによって行うとしている。
ヒルデガルト・フォン・ビンゲンは眼病に対してナイチンゲール（nachtgalla）の胆汁（Gallenflüssigkeit）を露で薄めて用いることを推奨している。
ドイツ中世の恋愛詩人ミンネジンガーはナイチンゲールと呼ばれている。「ドイツ中世の恋愛詩の中で最もよく知られた歌」とされるのが、ヴァルター・フォン・デア・フォーゲルヴァイデの「ぼだい樹の木かげ」である。これは、作中主体の少女が愛の出会いを回想する体裁をとっている。歌は4詩節からなるが、「そのどの詩節にも8行目にナイチンゲールの歌の擬声「タンダラダイ」がリフレインとして響いている」。ナイチンゲールの歌声は「少女のその日の幸せの伴奏となってつねに回想の中から聞こえてくる」。グリム童話では、「ヨリンデとヨリンゲル」（KHM 69）のヒロイン・ヨリンデは、自分の城に近づいた「けがれのない娘」（eine keusche Jungfrau）を鳥に変えてしまう魔法使いによってナイチンゲールに変えられてしまうが、恋人ヨリンゲルの勇気ある行動によって元の姿を取り戻すという話になっている。ヨハン・シュトラウス2世の「春の声」（Flühlingsstimmen）には、ヒバリとならんでナイチンゲールが詠われている。ナイチンゲールは「（歌鳥の）女王」と呼ばれている。
アラブ世界ではブルブル（アラビア語：بلبل, bulbul）の名で知られ、美声を誇る歌手や美しい言葉を紡ぎ出す詩人を表す比喩・代名詞ともなっている。